# Zapasy na Letnich Igrzyskach Olimpijskich 1924
Zapasy na Letnich Igrzyskach Olimpijskich 1924 w Paryżu odbyły się w dniach 6 – 10 lipca (zawody w stylu klasycznym) oraz w dniach 11 – 14 lipca (zawody w stylu wolnym). Udział w zawodach wzięło 229 zapaśników z 26 państw, a zmagania rozegrane zostały w hali Vélodrome d’Hiver. Tabelę medalową zawodów wygrali reprezentanci Finlandii, którzy zdobyli 16 medali, wygrywając cztery konkurencje. 

## Medaliści

### Styl klasyczny
| Kat. wagowa                |                   |                     |                  |
| -------------------------- | ----------------- | ------------------- | ---------------- |
| Waga kogucia (- 58 kg)     | Eduard Pütsep     | Anselm Ahlfors      | Väinö Ikonen     |
| Waga piórkowa (- 62 kg)    | Kalle Anttila     | Aleksanteri Toivola | Erik Malmberg    |
| Waga lekka (- 67,5 kg)     | Oskari Friman     | Lajos Keresztes     | Kalle Westerlund |
| Waga średnia (- 75 kg)     | Edvard Westerlund | Arthur Lindfors     | Roman Steinberg  |
| Waga półciężka (- 82,5 kg) | Calle Westergren  | Rudolf Svensson     | Onni Pellinen    |
| Waga ciężka (+ 82,5 kg)    | Henri Deglane     | Edil Rosenqvist     | Rajmund Badó     |

### Styl wolny
| Kat. wagowa               |                    |                 |                  |
| ------------------------- | ------------------ | --------------- | ---------------- |
| Waga kogucia (- 56 kg)    | Kustaa Pihlajamäki | Kaarlo Mäkinen  | Bryan Hines      |
| Waga piórkowa (- 61 kg)   | Robin Reed         | Chester Newton  | Katsutoshi Naitō |
| Waga lekka (- 66 kg)      | Russell Vis        | Volmar Wikström | Arvo Haavisto    |
| Waga półśrednia (- 72 kg) | Hermann Gehri      | Eino Leino      | Otto Müller      |
| Waga średnia (- 79 kg)    | Fritz Hagmann      | Pierre Ollivier | Vilho Pekkala    |
| Waga półciężka (- 87 kg)  | John Spellman      | Rudolf Svensson | Charles Courant  |
| Waga ciężka (+ 87 kg)     | Harry Steel        | Henri Wernli    | Archie MacDonald |

### Tabela medalowa zawodów
| Poz. | Państwo           |   |   |   | Łącznie |
| ---- | ----------------- | - | - | - | ------- |
| 1    | Finlandia         | 4 | 7 | 5 | 16      |
| 2    | Stany Zjednoczone | 4 | 1 | 1 | 6       |
| 3    | Szwajcaria        | 2 | 1 | 2 | 5       |
| 4    | Szwecja           | 1 | 2 | 1 | 4       |
| 5    | Estonia           | 1 | 0 | 1 | 2       |
| 6    | Francja           | 1 | 0 | 0 | 1       |
| 7    | Węgry             | 0 | 1 | 1 | 2       |
| 8    | Belgia            | 0 | 1 | 0 | 1       |
| 9    | Wielka Brytania   | 0 | 0 | 1 | 1       |
| 9    | Japonia           | 0 | 0 | 1 | 1       |